# Бахамут

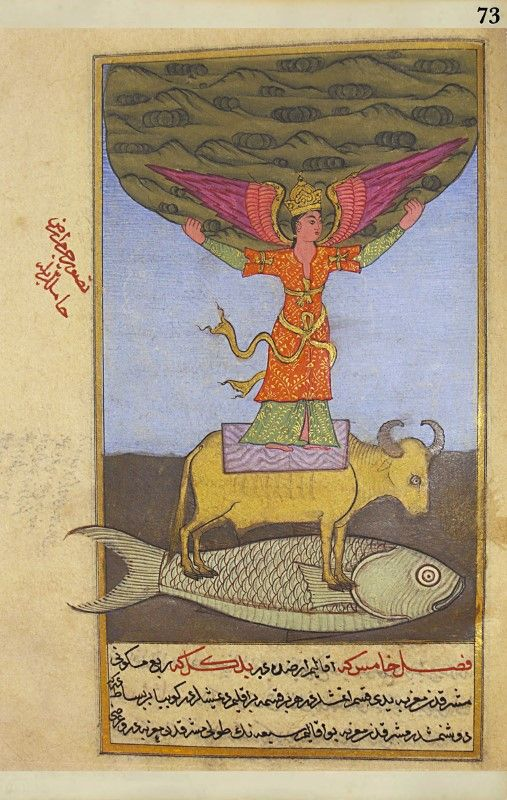
Неизвестный автор. Изображение Бахамута, держащего на себе быка Куюса, на спине которого стоит ангел, удерживающий Землю

Бахамут, также Балхут (араб. بهموت‎) — мифическое существо в исламской культуре и арабской мифологии. Согласно преданиям, Бахамут является гигантской рыбой, держащей на себе мироздание. На нем стоит гигантский бык Куюса, на спине которого, в свою очередь, покоится сама Земля. Впрочем, некоторые авторы полагали, что на быке стоит гигантский ангел, удерживающий Землю. Считается, что под Бахамутом распростерта извечная тьма, а под тьмой лежит то, что известно лишь Аллаху.
Бахамут присутствует и в арабских сказках. Так, в «Тысяче и одной ночи» приводится речь ангела, обращенная к царю Булукии. В ней ангел повествует о встрече пророка Исы (Иисуса) с Бахамутом. В сказке также говорится о том, что под Бахамутом, отделенный от него водой, тьмой и огнем, покоится гигантский змей Фалак, способный поглотить все мироздание.
Влиятельный египетский богослов XVI века, Абуль-Фадль аль-Суюти, полагал, что причиной землетрясений является Иблис, провоцирующий Бахамута на движение.

## История изучения
Впервые западному читателю Бахамут стал известен благодаря работе британского востоковеда Эдварда Лейна. В ней автор также провел параллель между мусульманским Бахамутом и христианским Бегемотом:

«Поэтому Аллах сотворил ангела огромного размера и необыкновенной силы. Он велел ему спуститься вниз (то есть под нижнюю сферу) и подпереть Землю своими плечами. Его руки, распростертые на восток и запад, ухватились за окраины Земли (или, как сообщается аль-Варди, семи земных сфер) и держали ее (или их). Но не было опоры для ног ангела. Поэтому Аллах сотворил скалу из рубина, в которой содержал ось семь тысяч отверстий, и в каждом из них образовалось море, размеры которого не знает никто, кроме Аллаха, да будет благословенно Его имя. Затем Аллах велел скале поместиться под ногами ангела. Но не было опоры для скалы. Тогда Аллах сотворил огромного быка, у которого было четыре тысячи глаз и такое же количество ушей, носов, ртов, языков и ног. Расстояние между каждой парой органов составляло пятьсот лет пути. Аллах, да будет благословенно Его имя, велел быку спуститься под скалу, и он подхватил скалу хребтом и рогами. Быка зовут Куюта. Но и у быка не было опоры. Поэтому Аллах, да будет благословенно Его имя, создал огромную рыбу, которую никто не мог обозреть целиком из-за ее колоссальных размеров и блеска ее огромных глаз. Ведь утверждают, что, если бы все моря поместили бы в ее жабры, .они выглядели бы как зерно конопли посреди пустыни. Аллах, да будет благословенно Его имя, велел рыбе поддерживать ноги быка. Рыбу зовут Бахамут (Бегемот). Ее опорой Аллах сделал воду. Под водой - тьма, что же за тьмой, люди не знают».

## В культуре
- Бахамут фигурирует в «Книге вымышленных существ» Хорхе Луиса Борхеса, который, как и Лейн, видел в нем христианского Бегемота, которого арабы превратили в рыбу.